# Límites de velocidad

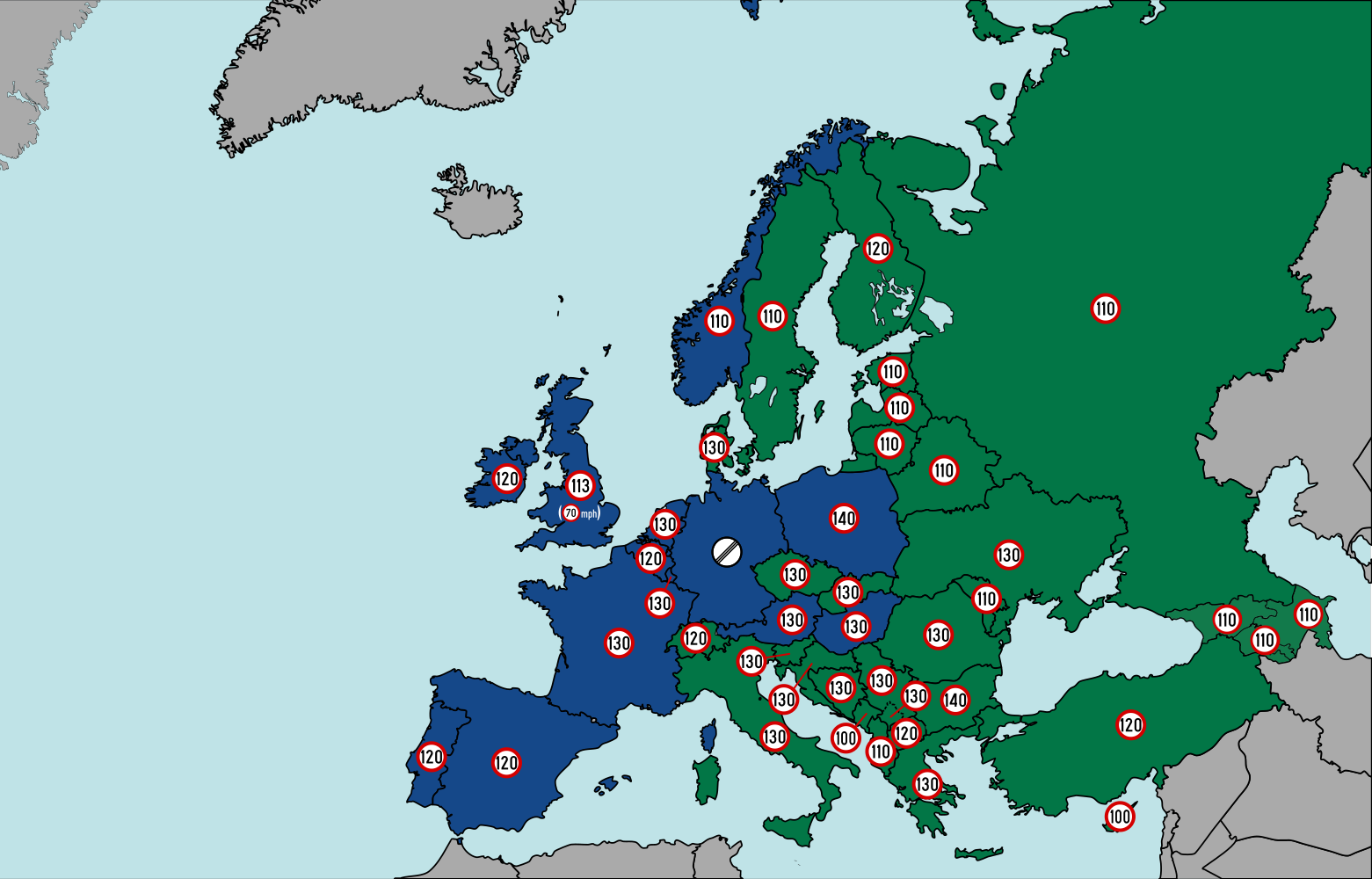
Límites de velocidad y color de fondo de señalización en Europa

Límites de velocidad por país en todo el mundo (las señales redondas muestran kilómetros por hora y las señales rectangulares muestran millas por hora)

Límites de velocidad en las señales de tráfico de todo el mundo:
Kilómetros por hora (km/h)
Millas por hora (mph)
Ambos
Ninguno

Los límites de velocidad de la carretera se utilizan en la mayoría de los países para establecer la velocidad máxima o mínima legal a la que los vehículos pueden viajar en un tramo de carretera determinado. Los límites de velocidad generalmente se indican en una señal de tráfico que refleja el máximo o mínimo permitido expresado en kilómetros por hora (km/h) y/o millas por hora (mph). Los límites de velocidad los establecen comúnmente los órganos legislativos de los gobiernos nacionales o provinciales y los hacen cumplir las autoridades policiales y judiciales nacionales o regionales. Los límites de velocidad también pueden ser variables o, en algunos lugares, ilimitados, como en la mitad de las autopistas de Alemania.
El primer límite de velocidad numérico para automóviles fue el 10 millas por hora (16 km/h)     límite introducido en el Reino Unido en 1861.
El límite de velocidad más alto del mundo es 160 kilómetros por hora (99 mph), que se aplica a dos autopistas de los EAU. El límite de velocidad y la distancia de seguridad se aplican de manera deficiente en este país, específicamente en la autopista de Abu Dhabi a Dubái y eso resulta en un tráfico peligroso según un aviso del gobierno francés. Según una advertencia del gobierno estadounidense: "Los conductores a menudo conducen a altas velocidades. Las prácticas de conducción inseguras son comunes, especialmente en las carreteras entre ciudades. En las carreteras, los topes de velocidad sin marcar y la arena a la deriva crean peligros adicionales".
Hay varias razones para regular la velocidad en las carreteras. A menudo se lo hace en un intento por mejorar la seguridad del tráfico y reducir el número de víctimas por colisiones de tráfico . En el "Informe mundial sobre la prevención de los traumatismos causados por el tránsito", la Organización Mundial de la Salud (OMS) identificó el control de la velocidad como una de las medidas que se pueden tomar para reducir las víctimas en la carretera. Esto siguió a un informe en el que la OMS estimó que alrededor de 1,2 millones de personas murieron y 50 millones resultaron heridas en las carreteras de todo el mundo en 2004. 
También se pueden establecer límites de velocidad para reducir el impacto ambiental del tráfico rodado (ruido de vehículos, vibraciones, emisiones) y como respuesta política a las preocupaciones de la comunidad local por la seguridad de los peatones. Por ejemplo, un borrador de propuesta del grupo de trabajo de la Plataforma Nacional sobre el Futuro de la Movilidad de Alemania recomendó una velocidad de 130km/h (81 mph) en la autopista para reducir el consumo de combustible y las emisiones de carbono. Algunas ciudades tienen límites reducidos a tan solo 30 kilómetros por hora (18,6 mph) por razones de seguridad y eficiencia. Sin embargo, algunas investigaciones indican que los cambios en el límite de velocidad no siempre alteran la velocidad promedio del vehículo.

## Otras lecturas
- Velocidades reales en las carreteras comparadas con los límites publicados Archivado el 21 de diciembre de 2016 en Wayback Machine., Informe final 551, Departamento de Transporte de Arizona, octubre de 2004.
- Efectos de aumentar y disminuir los límites de velocidad en secciones de carreteras seleccionadas, publicación de los Estados Unidos No. FHWA-RD-97-084, enero de 1997.
- Efecto de las zonas de velocidad del tráfico de 20 mph sobre las lesiones en la carretera en Londres, 1986-2006: análisis de series de tiempo interrumpidas controladas British Medical Journal 2009.
- Límites de velocidad de ingeniería: Programa de seguridad de la FHWA Departamento de transporte de los Estados Unidos: Administración federal de carreteras, Oficina de seguridad, 1200 New Jersey Avenue, SE, Washington DC 20590
- "Reducción de accidentes relacionados con el exceso de velocidad que involucran a vehículos de pasajeros". Junta Nacional de Seguridad en el Transporte, 490 L'Enfant Plaza, SW, Washington, DC 20594, julio de 2017. Obtenido de https://www.ntsb.gov/safety/safety-studies/Documents/ss1701.pdf .
- Informe especial 254: Gestión de la velocidad, Junta de investigación del transporte, 1998.
- El conductor que acelera: ¿Quién, cómo y por qué? Un informe de investigación del gobierno escocés sobre la psicología del conductor a exceso de velocidad.
- Transporte, gobierno local y regiones: noveno informe El informe completo del Reino Unido sobre los efectos del exceso de velocidad.
- Elvik, R. (2012). «Speed Limits, Enforcement, and Health Consequences». Annual Review of Public Health 33: 225-238. PMID 22224882. doi:10.1146/annurev-publhealth-031811-124634.
- «3.11 Fartsgrenser». Trafikksikkerhetshåndboken (en norwegian). Oslo, Norway: Transportøkonomisk Institutt. 2000. Consultado el 8 de agosto de 2012.

### Revisión de la Ley
- R. A. Vinluan (2008). «Indefiniteness of automobile speed regulations as affecting validity». American Law Reports--Annotated, 3rd Series 6. The Lawyers Co-operative Publishing Company; Bancroft-Whitney; West Group Annotation Company. p. 1326.
- C. C. Marvel (2010). «Meaning of "residence district," "business district," "school area," and the like, in statutes and ordinances regulating speed of motor vehicles». American Law Reports--Annotated, 2nd Series 50. The Lawyers Co-operative Publishing Company; Bancroft-Whitney; West Group Annotation Company. p. 343.